# Rina Frenkel
Rina Frenkel, s přechýlením Rina Frenkelová (hebrejsky רינה פרנקל‎‎, * 17. září 1956, Smolensk, Sovětský svaz), je izraelská politička a poslankyně Knesetu za stranu Ješ atid.

## Biografie
Narodila se v Sovětském svazu. V roce 1990 přesídlila do Izraele. Usadila se ve městě Ma'alot-Taršicha. Zastávala různé posty v komunálních a regionálních agenturách práce. V Ma'alot dokázala během svého působení snížit nezaměstnanost o 50 procent. Pracuje v oblasti odborného školení a je zástupkyní ředitele státního vzdělávacího institutu pro severní Izrael. Je vdovou, má jednoho syna.
Ve volbách v roce 2013 byla zvolena do Knesetu za stranu Ješ atid.